# Scott Young
Scott Allen Young, född 1 oktober 1967 i Clinton, Massachusetts, är en amerikansk före detta professionell ishockeyspelare. Young valdes i första rundan som 11:e spelare totalt i NHL-draften 1986 av Hartford Whalers.
Young hade en framgångsrik juniorkarriär som ishockeyspelare när han representerade Boston University. Han utsågs bland annat till NCAA:s bästa spelare vid ett flertal tillfällen. Han inledde sin professionella ishockeykarriär i det dåvarande NHL-laget Hartford Whalers där han spelade i fyra framgångsrika säsonger innan han under andra halvan av säsongen 1990–91 byttes bort till Pittsburgh Penguins där han var med och vann Stanley Cup samma år. I Pittsburgh blev det bara 43 matcher och 27 poäng. 
Säsongen 1991–92 valde Young spel i HC Bolzano i den italienska högstaligan där han var lagets stora stjärna och noterades för sammanlagt 22 mål och 39 poäng på 18 spelade matcher.
Inför säsongen 1992–93 återvände Young till NHL för spel i Quebec Nordiques. I Quebec spelade han tre säsonger fram tills 1995–96 då laget flyttade till Denver i Colorado och blev Colorado Avalanche. Youngs första år i Colorado blev mycket lyckat då han med klubben vann Stanley Cup efter en seger mot Florida Panthers med 4-0 i matcher i finalen, och han hamnade på en femte plats i lagets interna poängliga efter att ha gjort 60 poäng. I Colorado spelade han sammanlagt två säsonger. Han spelade även fem säsonger för St. Louis Blues, för vilka han svarade för sin poängbästa säsong i karriären, då han svarade för 40 mål och 73 poäng på 81 spelade matcher säsongen 2000–01. Mellan åren 2002 och 2004 representerade han Dallas Stars.
Young har även representerat det amerikanska ishockeylandslaget vid ett antal tillfällen. Bland hans största meriter i internationella idrottssammanhang kan OS i Salt Lake City 2002 och World Cup 1996 nämnas.

## Klubbar i NHL
- Hartford Whalers
- Pittsburgh Penguins
- Quebec Nordiques
- Colorado Avalanche
- Anaheim Ducks
- St. Louis Blues
- Dallas Stars